# Skógar

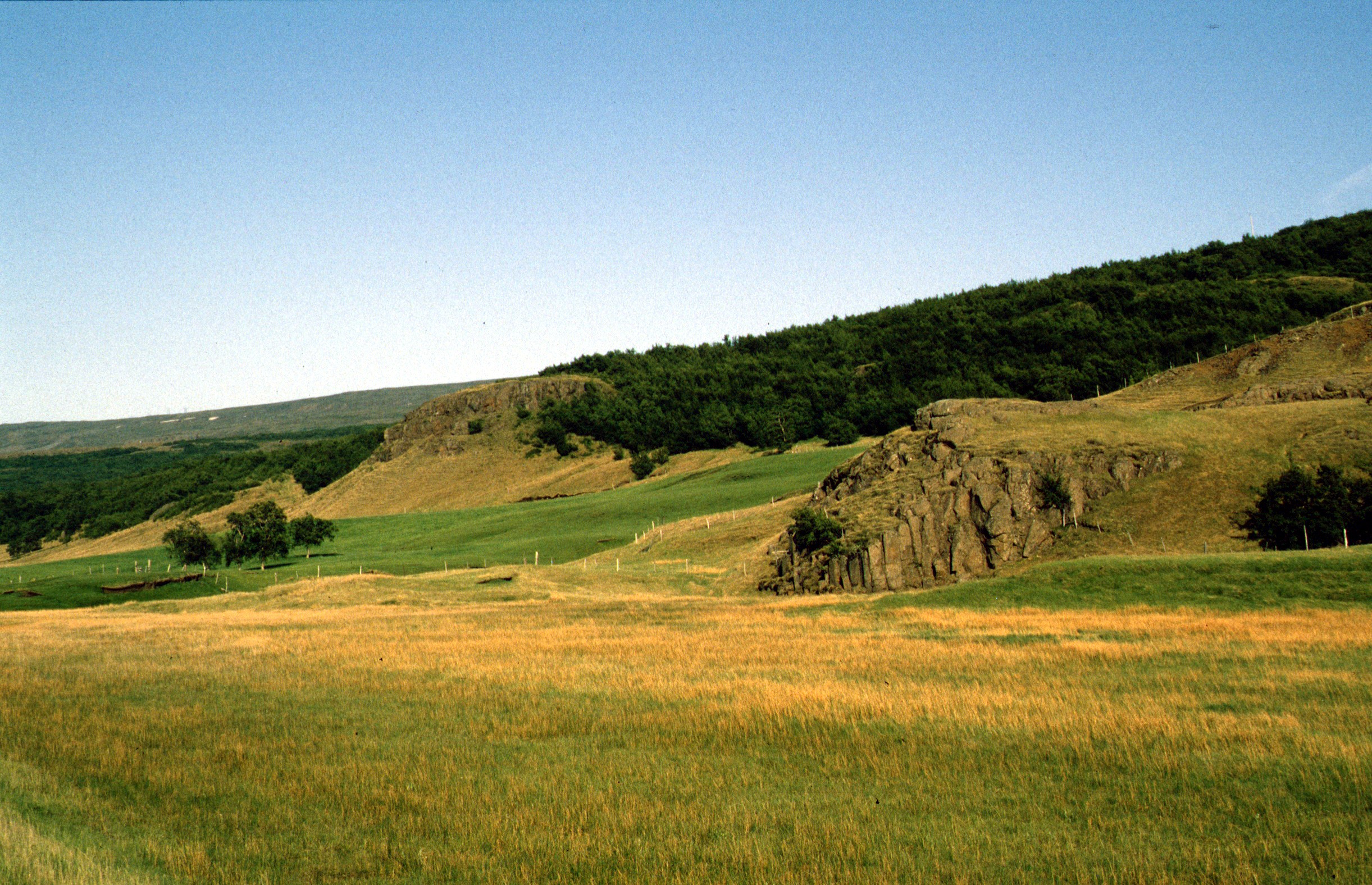
Het landschap bij Skógar

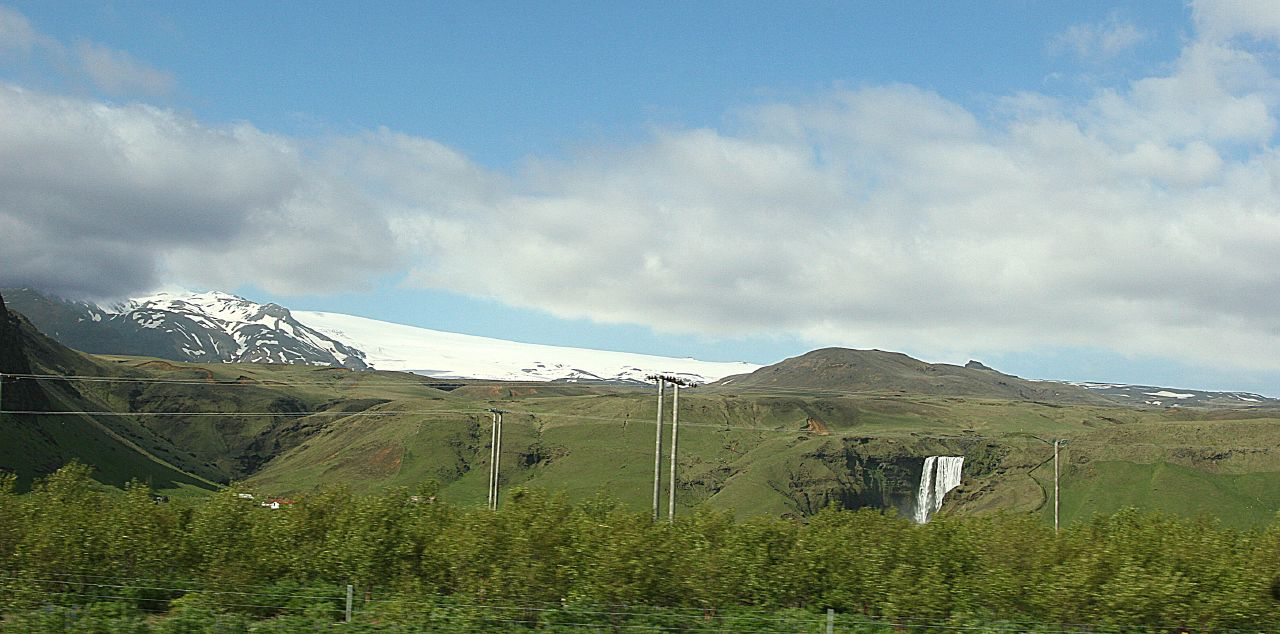
Landschap bij Skógar met gletsjer

Skógar is een plaats in het zuiden van IJsland in de gemeente Rangárþing eystra, op 154 km afstand van Reykjavik. Het heeft slechts 25 inwoners, maar is bekend door de voormalige Skógaskóli, een school die tot 1999 de hele regio Suðurland bediende, en het volksmuseum Skógasafn. Er is ook een kleine luchthaven, genaamd Skógasandur.
Skógar is de meervoudsvorm van Skógur, dat in het IJslands bos betekent. Volgens het Landnámabók was de omgeving van deze plaats vroeger bosrijk. Skógar ligt tussen de gletsjers Mýrdalsjökull en Eyjafjallajökull, die ieder een vulkaan bedekken. De laatstgenoemde werd in maart en april 2010 internationaal bekend door een vulkanische uitbarsting in de bergpas Fimmvörðuháls in de nabije omgeving. Even ten westen van Skógar ligt de 60 meter hoge waterval Skógafoss, en aan de andere kant ligt de minder bekende Kvernufoss. De rivier Skóga mondt even verderop uit in zee.
Skógar is het geboortedorp van de dichter en schrijver Matthías Jochumsson (1835-1920), die de tekst schreef van Lofsöngur, het IJslandse volkslied.

## Skógasafn

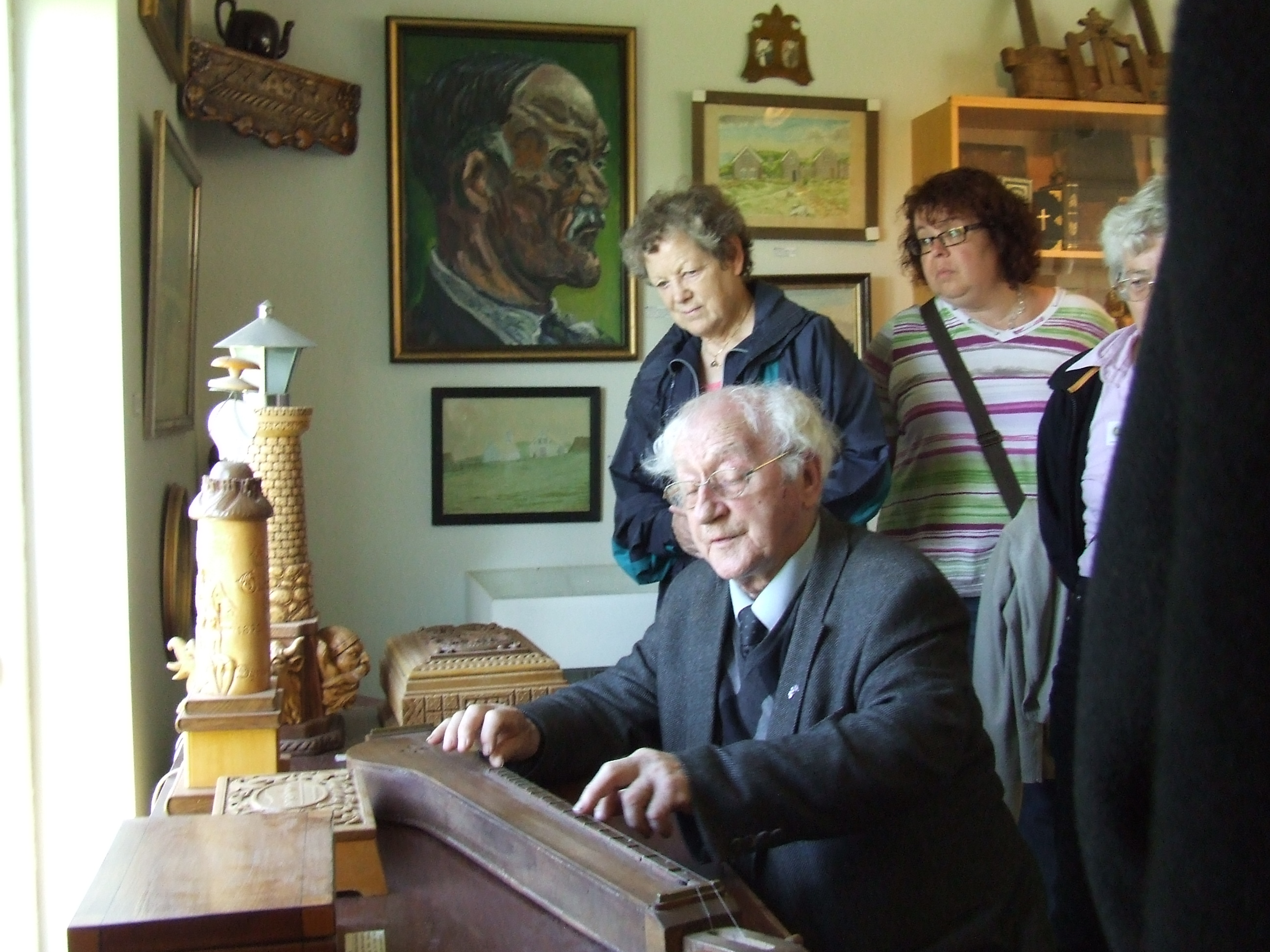
Þórður Tómasson bespeelt de langspil, een IJslandse citer

### Museum
In Skógar staat het volksmuseum Skógasafn, dat in 1949 werd opgericht door Þórður Tómasson (1921-2022), die persoonlijk een deel van de rondleidingen bleef verzorgen totdat hij zich in 2013 op 92-jarige leeftijd terugtrok. Bij die gelegenheid werd hij geëerd met de Landstólpann ('Landpijler') om zijn grote verdiensten voor de regionale ontwikkeling. Eerder al, in 1997, ontving hij een eredoctoraat van de Universiteit van IJsland. Hij stierf in januari 2022 op honderdjarige leeftijd.
Men kan in het museum een groot aantal gebruiksvoorwerpen van de IJslanders aanschouwen. Ook is er de vissersboot Pétursey opgesteld. In het omringende openluchtgedeelte staan enkele historische gebouwen, zoals een oud houten herenhuis dat met drijfhout is gebouwd (1878), een kerkje (1879), een turfboerderij (1880), een schooltje (1901) en een boerderij (1919). Alle gebouwen zijn van elders in IJsland overgebracht en in Skógasafn opnieuw opgebouwd.
Sinds de sluiting van de Skógaskóli in 1999 is het museum verantwoordelijk voor de schoolgebouwen. Het exploiteert er een hotel en andere toeristische voorzieningen. De vroegere schooldirecteur Sverrir Magnússon werd directeur van het museum. In 2018 werd hij opgevolgd door de etnograaf Andri Guðmundsson.

### Fotogalerij

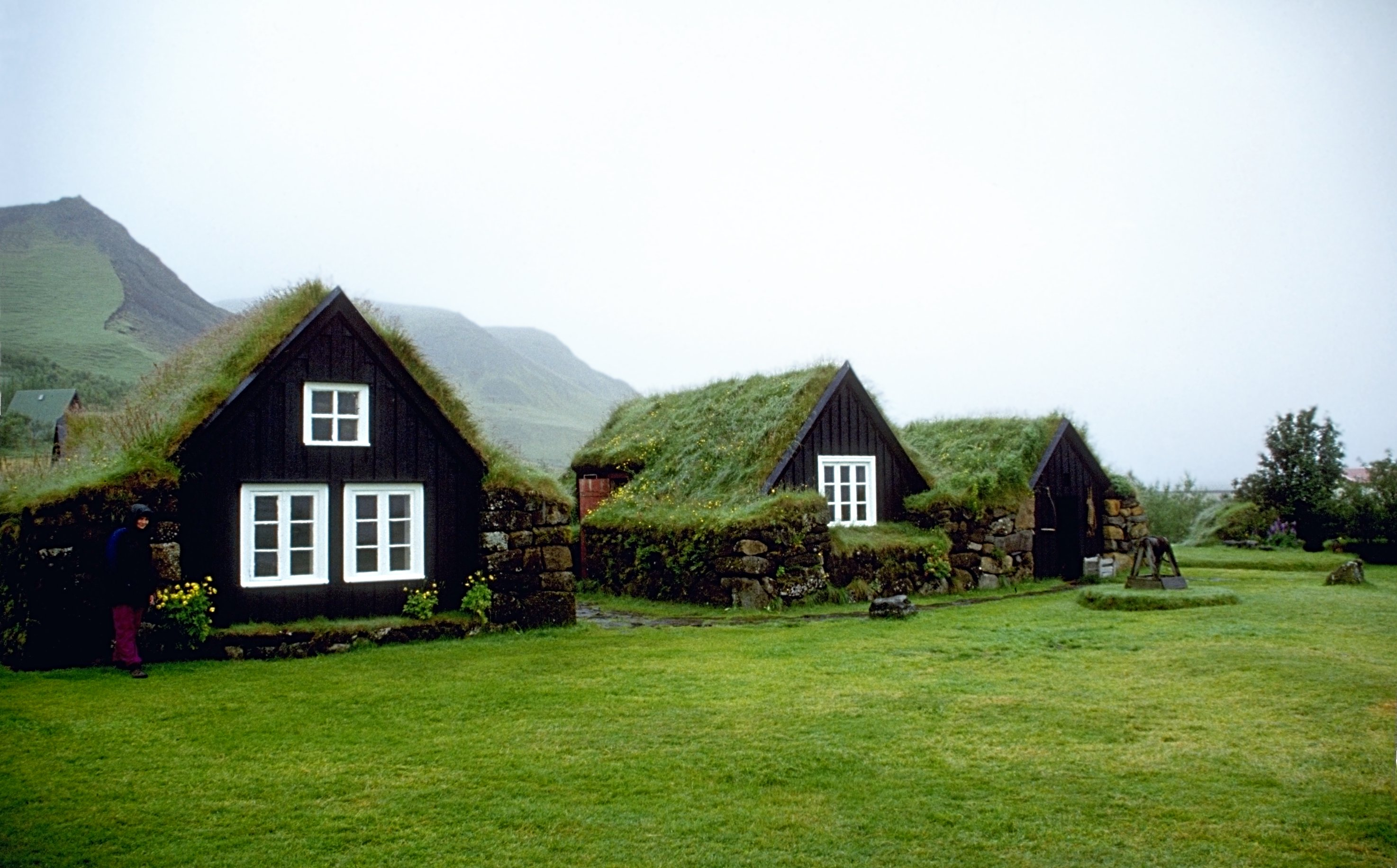
Skógasafn, het museum in Skógar
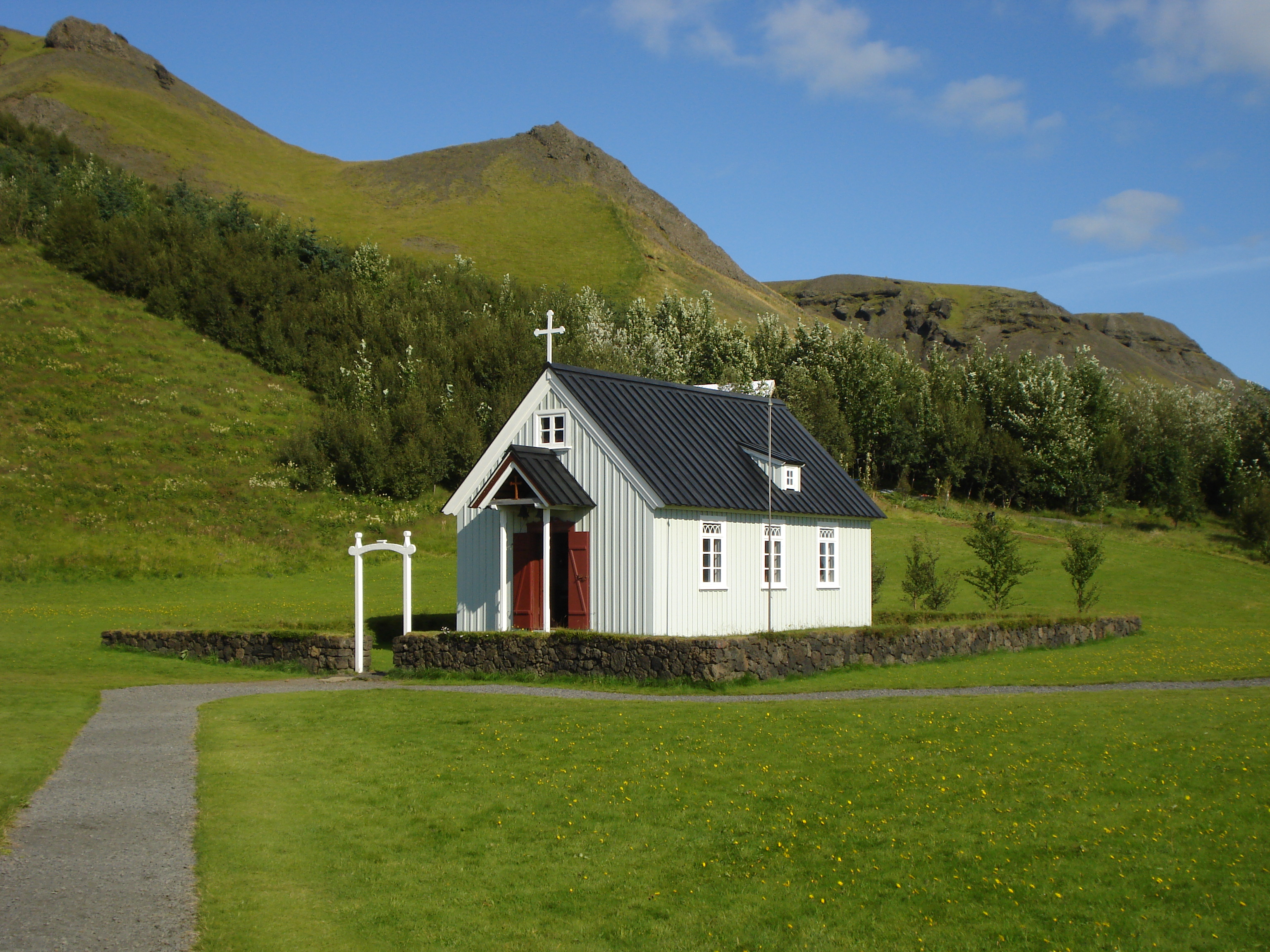
Kerkje
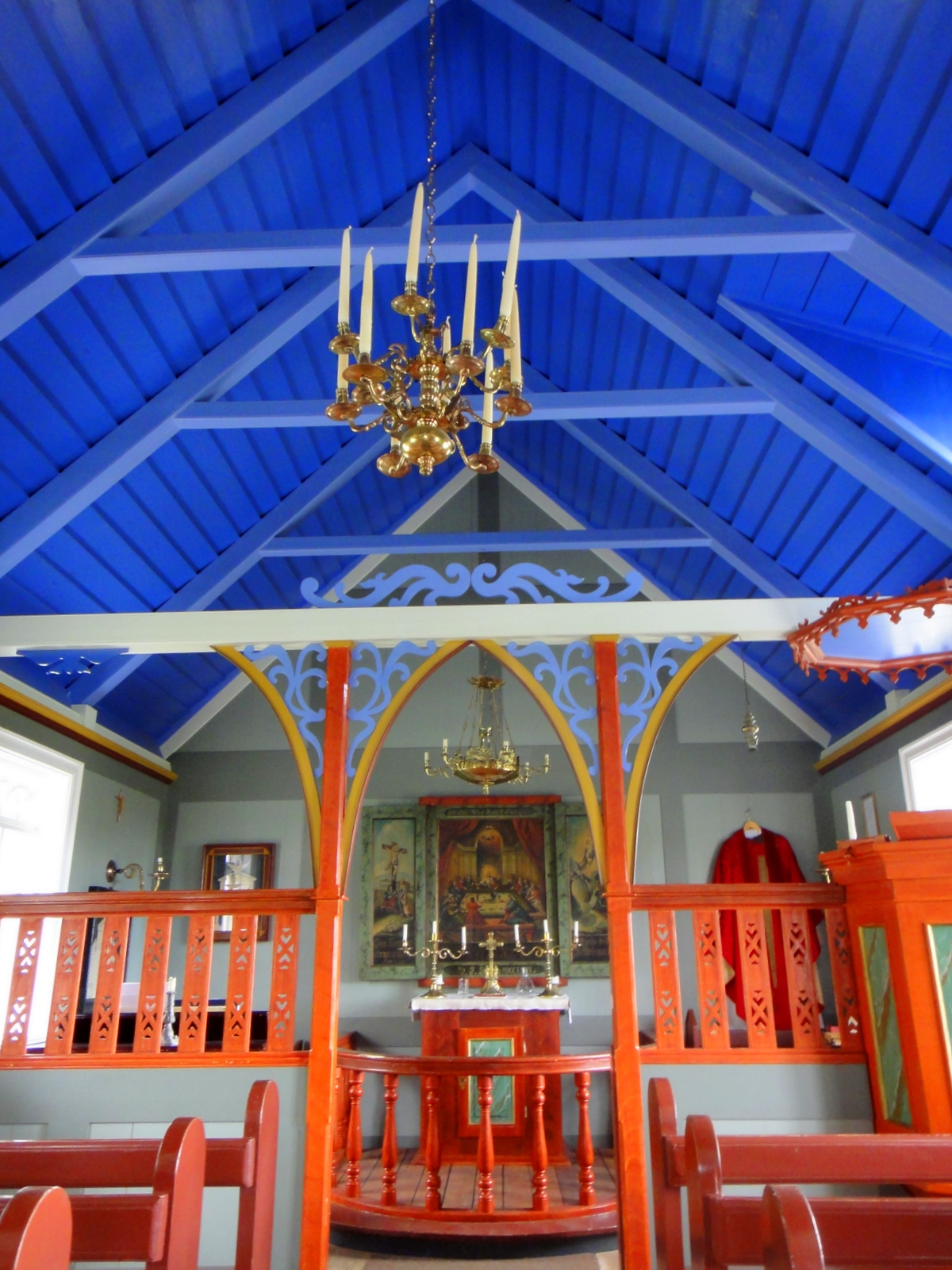
Interieur kerkje
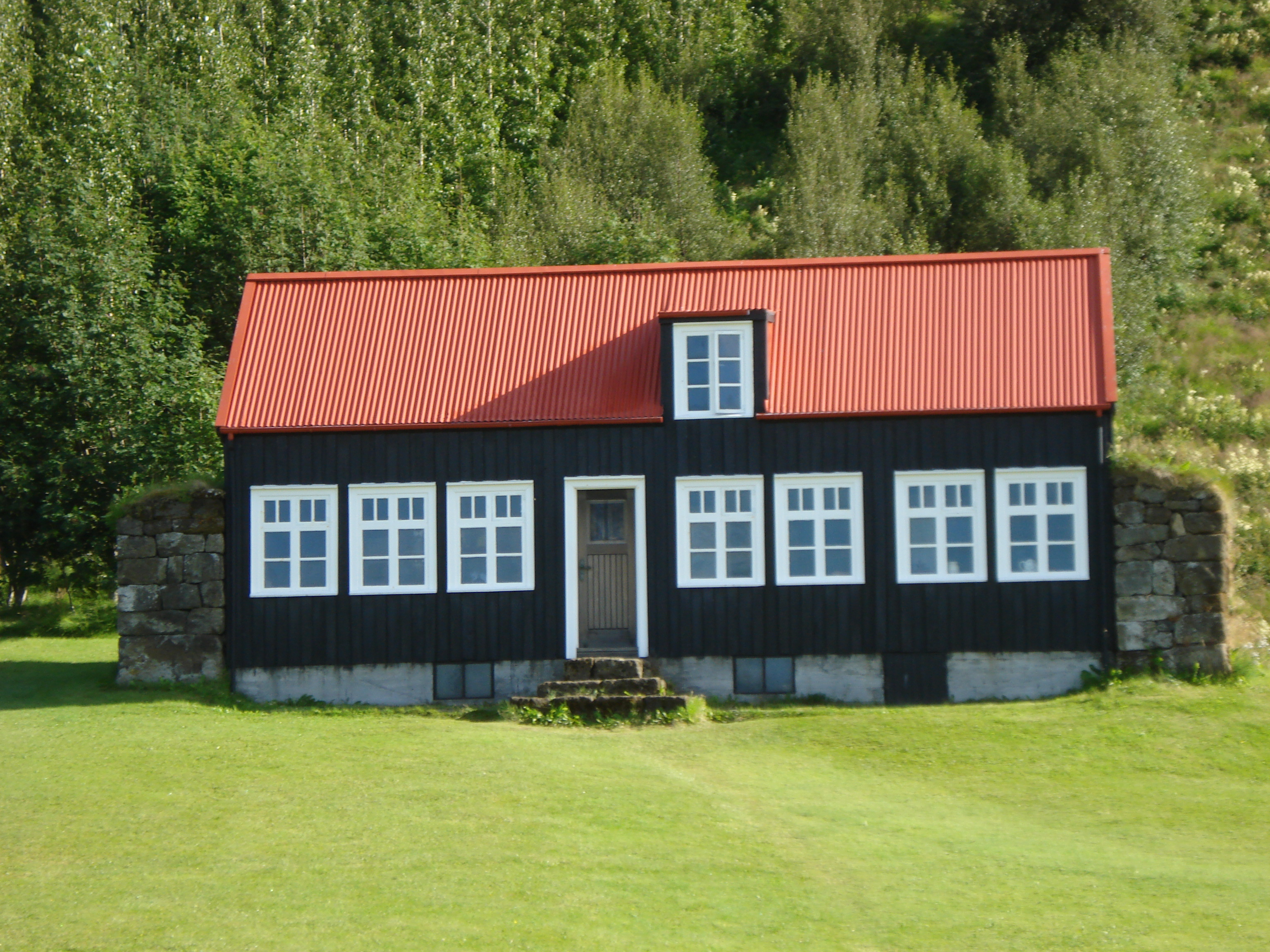
Houten huis
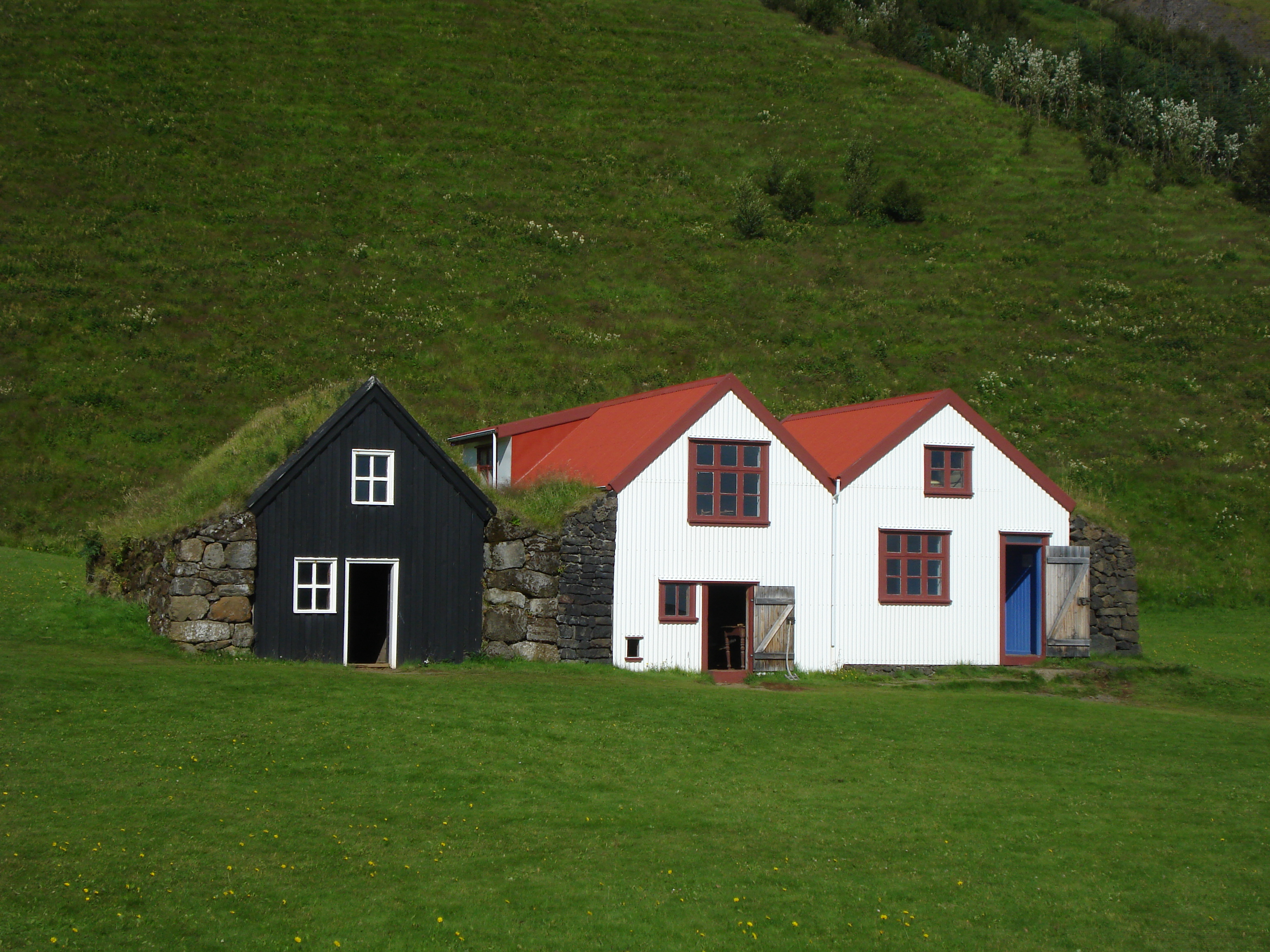
Woningen van golfplaat
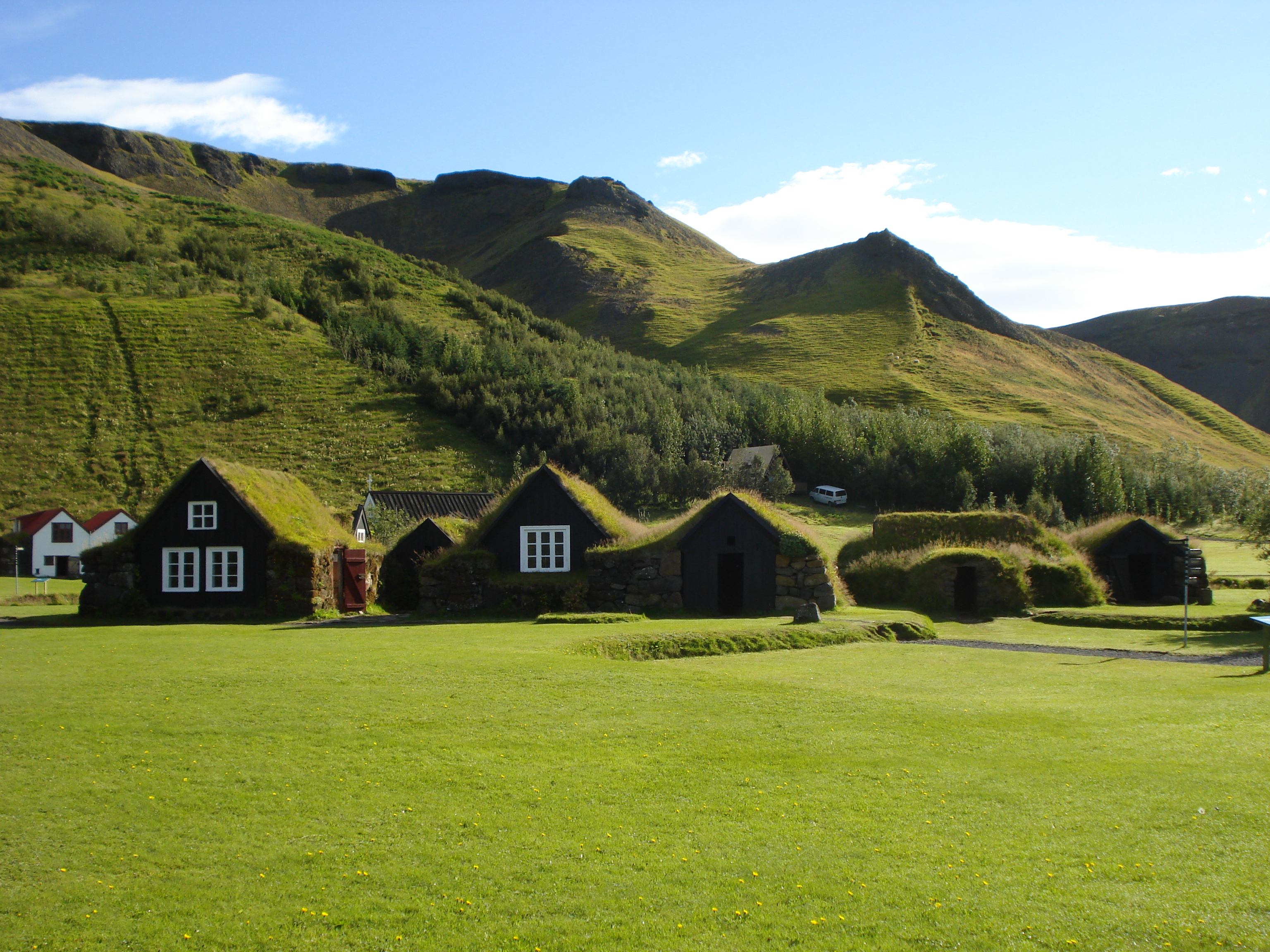
Boerenwoninkjes
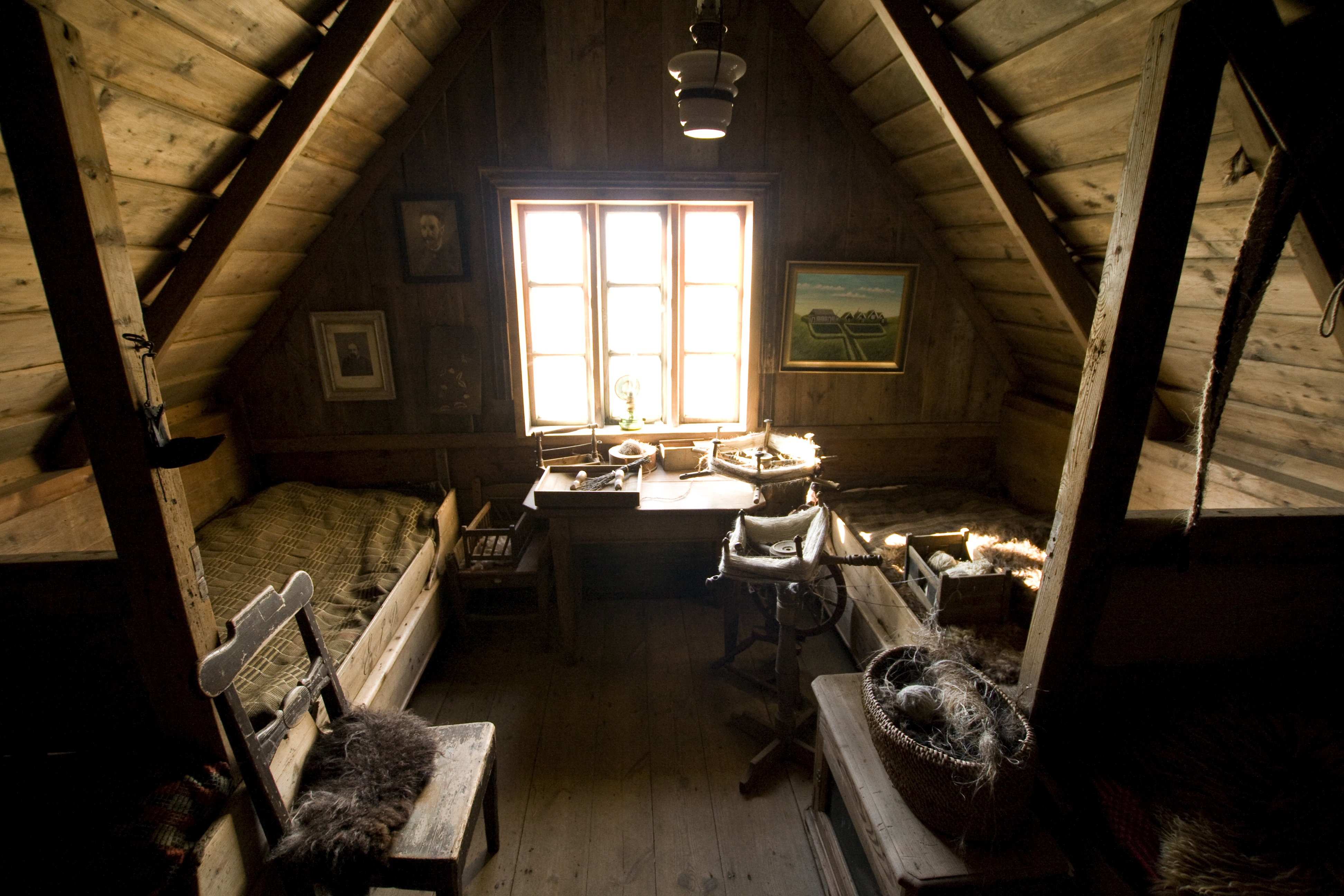
Zolderkamer
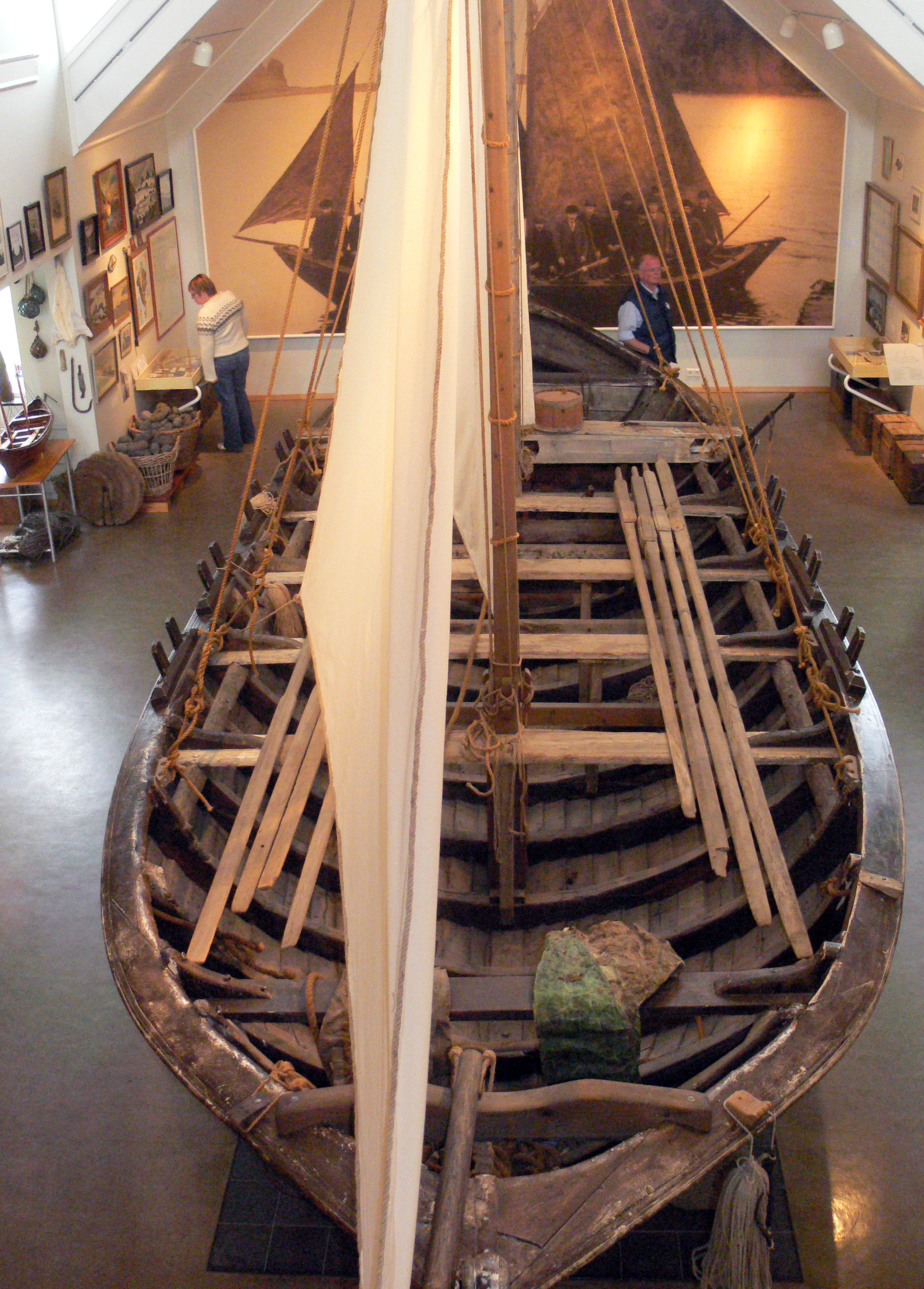
Vissersboot Pétursey
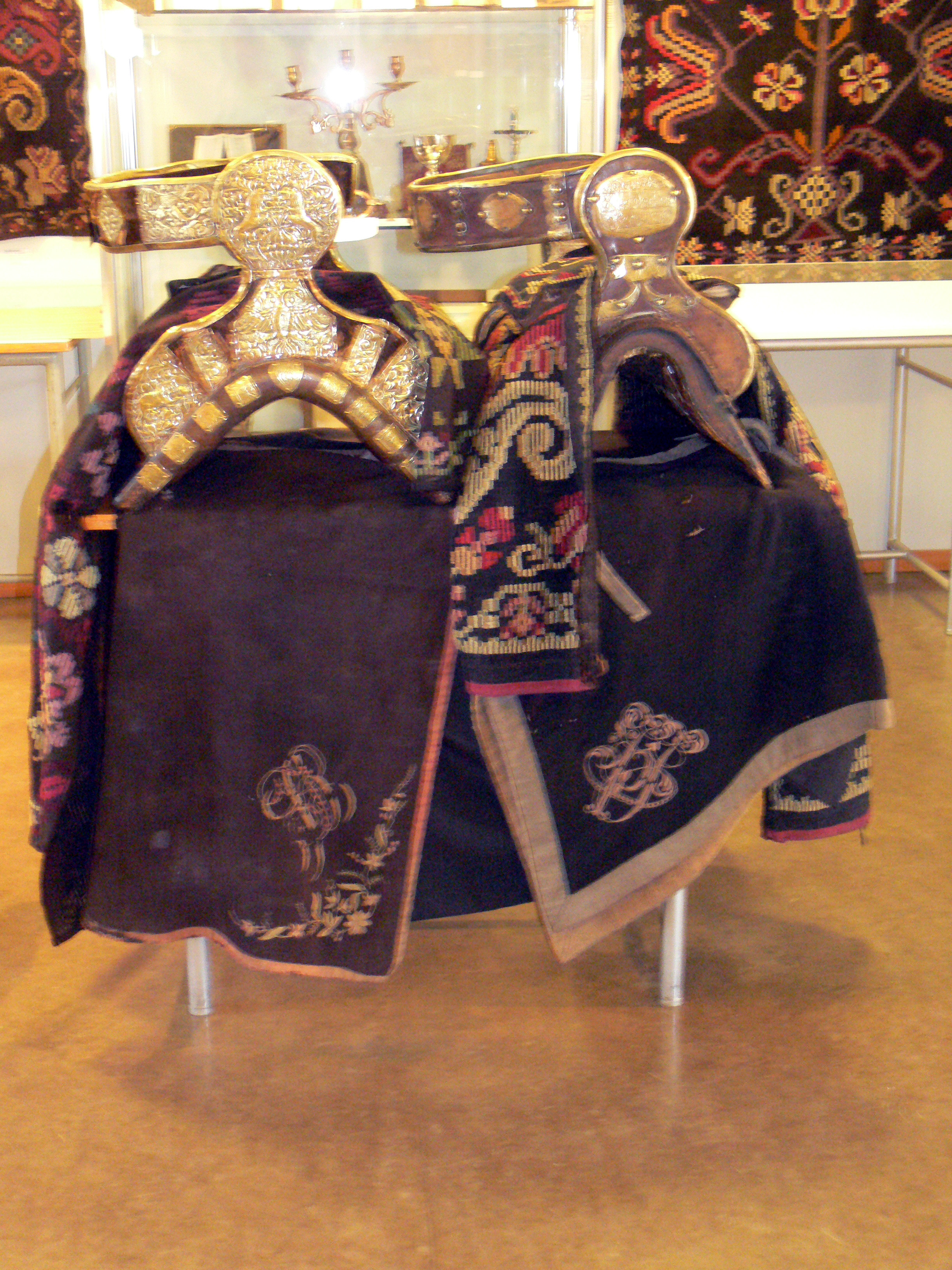
Dameszadels
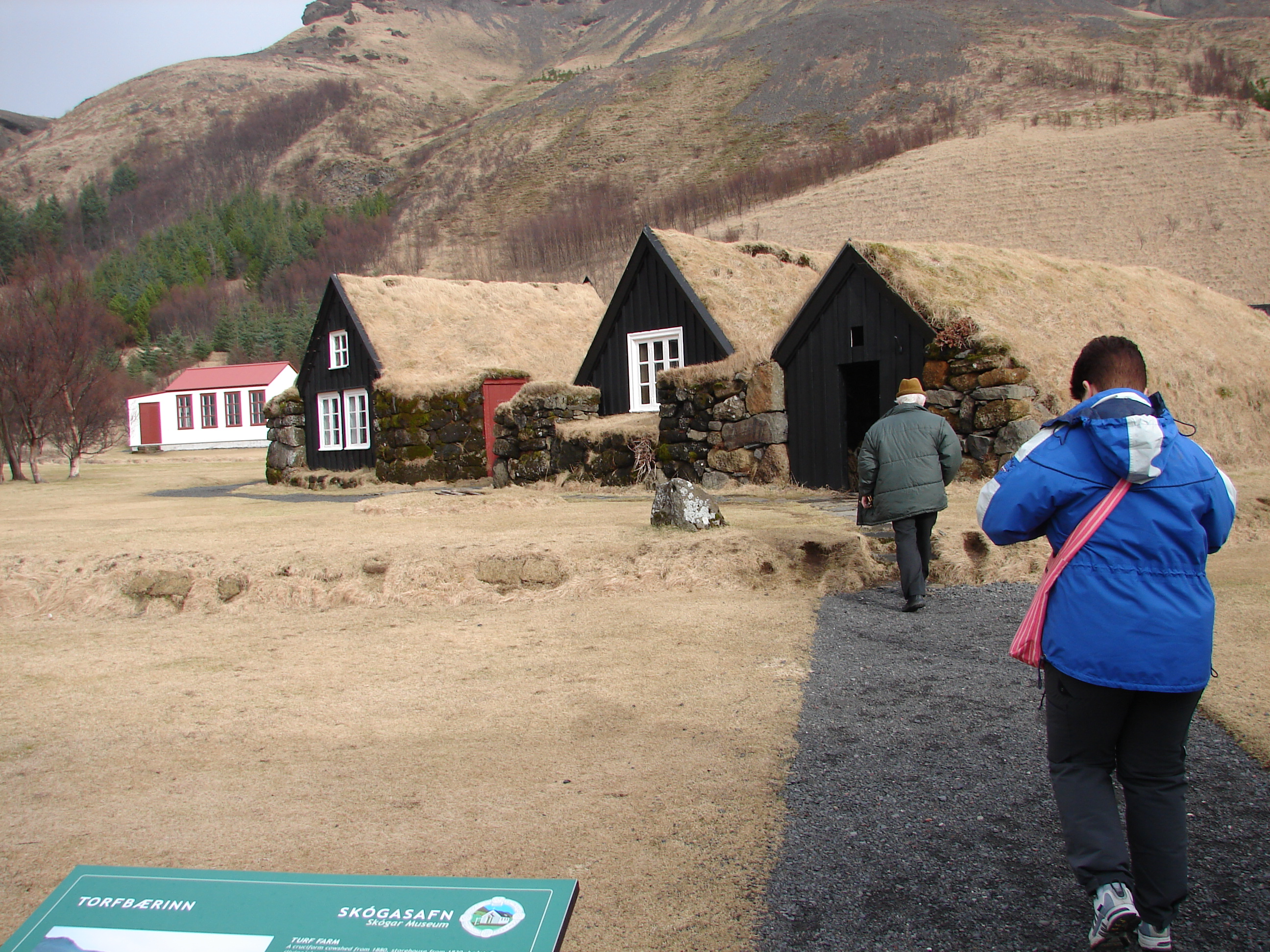
Toeristen bezoeken Skógasafn

## Transportmuseum
Naast het volksmuseum staat in een modern gebouw Samgöngusafnið í Stóragerði, het Skógar Transportmuseum, geopend in 2002, waarin oldtimer-voertuigen, een vliegtuig en communicatie-attributen een plaats vinden. Het geeft een overzicht van de geschiedenis van personen- en vrachtvervoer, posterijen, telegrafie en telefonie in IJsland in de 19e en 20e eeuw.